# 神宮杉

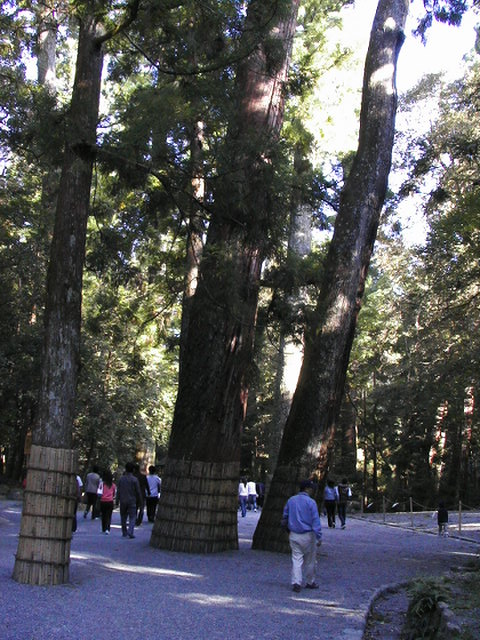
内宮参道の神宮杉

神宮杉（じんぐうすぎ）は、伊勢神宮の敷地にある杉のうち、大きいものを指す。伊勢湾台風で多くの杉が倒れ、数が減った。第二次世界大戦でのアメリカ軍の空襲により損傷を受け伐採された瀧原宮の太郎杉は、瀧原宮の敷地では最大であったが、樹齢293年と推定された。

## 県の木
1966年（昭和41年）10月20日、三重県の県の木に指定された。

## 菓子
杉の巨木が生い茂る参道は伊勢の人々にとっては慣れ親しんだ風景であり、そこから「神宮スギ」という名でバウムクーヘンが古くから販売されている。
伊勢周辺では「内祝」「結婚祝」など、おめでたい場面で贈答品として扱われることが多い。